# كأس إسكتلندا 1884–85
كأس اسكتلندا 1884–85 (بالإنجليزية: 1884–85 Scottish Cup)‏ هو موسم من كأس اسكتلندا. كان عدد الأندية المشاركة فيه 130، وفاز فيه Renton F.C. ‏.